# Red Forman
Reginald Albert Forman (geboren op 7 december 1926), bekend als Red, is een personage in de Amerikaanse televisieserie That '70s Show van Fox Networks, gespeeld door Kurtwood Smith.

## Oorlog
Red heeft gevochten in de Koreaanse Oorlog. Hij is waarschijnlijk omhoog geklommen tot de functie van Chief Petty Officer, aangezien hij soms tijdens het koken een schort aanheeft met het logo van het leger. Hij heeft ook tegen Japan gevochten, blijkend uit een uitspraak van de pilotaflevering, waarin wordt gezegd: "The last time I was that close to a Japanese machine, it was shooting at me. (De laatste keer dat ik zo dicht bij een Japanse machine was, was hij op mij aan het schieten)" Red heeft ook verteld dat hij een keer een soldaat heeft vermoord. Hij vertelde Kitty dat hij de soldaat zijn eigen maag liet zien.

## Biografie
De hobby's van Red zijn sleutelen aan apparaten, bier drinken, televisie kijken (vooral sport met teams uit Wisconsin), de krant lezen, jagen en vissen. Hij vindt het leuk om alleen te zijn en het maakt hem niets uit dat hij nauwelijks vrienden heeft. Red heeft liever geen contact met zijn buren, de familie Pinciotti, omdat dat kan uitlopen op gezelligheid. Hoewel hij afgunstig is op de Pinciotti's, zijn de twee families relatief vaak met elkaar in contact, tot ergernis van Red. Als Red boos is, dan gaat hij vaak jagen op dieren zoals eekhoorns en bevers.
Red heeft een grote afkeer voor vader-zoon liefde. Hij heeft Eric, zijn zoon (tevens hoofdrolspeler van de serie), ooit eens gewaarschuwd dat hij nooit mag zeggen dat hij van zijn vader houdt: Reds hart zou exploderen.
Uit een Halloween-aflevering blijkt dat Red vroeger absoluut niet zo was als hij nu is. Hij was een kinderlijke jongen die zijn tijd verspilde aan het uitvinden van verschillende manieren om bier te drinken. Ook verkleedde hij zich voor het Halloweenfeest. Toen hij hoorde dat Kitty, de vrouw van Red, zwanger was van hem, veranderde hij die nacht dramatisch naar de persoon die hij nu is. Red ontmoette Kitty in 1950 in een discotheek. Hij was daar met een vriend uit de oorlog. Kinderlijk en jong haalden ze grappen uit, zoals hun eigen broek naar beneden trekken, waarbij hun boxershort te zien waren met de tekst: Hello, Ladies. Kitty, die op dat moment dronken was, liep per ongeluk tegen Red aan en viel. Enigszins beschaamd trok Red meteen zijn broek weer op en hielp Kitty omhoog, waarbij er liefde op het eerste gezicht ontstond.
Red had verschillende banen tijdens de serie. In het begin werkte Red bij een auto-onderdelenfabriek, die na een tijdje sloot. Zo werkte hij er eerst parttime en kluste hij bij in de elektronicawinkel van zijn buurman Bob. Toen de auto-onderdelenfabriek sloot was hij eerst 6 maanden werkloos om daarna bij 'Price Mart' te beginnen. Na herstel van een hartkwaal in seizoen 5, opende Red twee seizoenen later een uitlaatwinkel, genaamd 'Forman and Son'. Vreemd genoeg werkte Eric zelf niet in de winkel. In het laatste seizoen ging Red met pensioen.

## Scheldwoorden
Dumbass is een uitspraak van Red. Het woord is het meest voorkomende scheldwoord van de serie. Voornamelijk wordt het gebruikt door Red, maar ook vaak door een van de hoofdpersonen van de serie. Als Eric iets verkeerds heeft gedaan, dan is dumbass het voornaamste scheldwoord. Het scheldwoord betekent letterlijk domme ezel en is gerelateerd aan het Engelse woord ass. Red ontdekt het woord in een flashback waar hij een superheld is en zijn irritante hulpje 'Frank' weggestuurd heeft. Een andere scheldkanonnade van Red is de uitspraak "Foot in your ass!", welke vaak genoemd wordt bij domme acties van de tieners of de buren.